# (8839) Novichkova
(8839) Novichkova est un astéroïde de la ceinture principale.

## Description
(8839) Novichkova est un astéroïde de la ceinture principale. Il fut découvert le 24 octobre 1989 à Nauchnyj par Lioudmila Tchernykh. Il présente une orbite caractérisée par un demi-grand axe de 3,11 UA, une excentricité de 0,18 et une inclinaison de 5,0° par rapport à l'écliptique.

## Compléments